# Aero Boero AB 260AG
Die Aero Boero AB 260AG ist ein argentinisches Agrarflugzeug.

## Geschichte und Konstruktion
Die Entwicklung der AB 260AG begann 1971 als AG.235/260, aber verschiedene Probleme unterbrachen das Projekt, erst in den 1980er Jahren wurden die Arbeiten daran wieder aufgenommen. Das Flugzeug ist ein einsitziger abgestrebter Tiefdecker mit konventionellem Leitwerk und nicht einziehbarem Spornradfahrwerk. Rumpf und Tragflächen bestehen aus eine Stahlrohrrahmenkonstruktion, die mit einer Plastikfolie überzogen ist. Das Flugzeug hat ein einsitziges geschlossenes Cockpit und wird von einem Lycoming O-540-H2B5D mit 194 kW angetrieben.

## Technische Daten
| Kenngröße             | Daten                                                     |
| --------------------- | --------------------------------------------------------- |
| Besatzung             | 1                                                         |
| Länge                 | 7,30 m                                                    |
| Spannweite            | 10,90 m                                                   |
| Höhe                  | 2,04 m                                                    |
| Flügelfläche          | 17,30 m²                                                  |
| Leermasse             | 690 kg                                                    |
| max. Startmasse       | 1350 kg                                                   |
| Reisegeschwindigkeit  | 177 km/h                                                  |
| Höchstgeschwindigkeit | 217 km/h                                                  |
| Dienstgipfelhöhe      | 5600 m                                                    |
| Reichweite            | 800 km                                                    |
| Triebwerke            | 1 × Lycoming O-540-H2B5D Sechszylinder-Boxermotor, 194 kW |